# Люссак (Шаранта)
Люсса́к (фр. Lussac) — коммуна во Франции, находится в регионе Пуату — Шаранта. Департамент — Шаранта. Входит в состав кантона Сен-Кло. Округ коммуны — Конфолан.
Код INSEE коммуны — 16195.
Коммуна расположена приблизительно в 370 км к юго-западу от Парижа, в 85 км южнее Пуатье, в 34 км к северо-востоку от Ангулема.

## Население
Население коммуны на 2008 год составляло 284 человека.
| 1962 | 1968 | 1975 | 1982 | 1990 | 1999 | 2008 |
| ---- | ---- | ---- | ---- | ---- | ---- | ---- |
| 237  | 230  | 232  | 273  | 295  | 291  | 284  |

## Экономика
В 2007 году среди 165 человек в трудоспособном возрасте (15—64 лет) 114 были экономически активными, 51 — неактивными (показатель активности — 69,1 %, в 1999 году было 54,1 %). Из 114 активных работали 101 человек (60 мужчин и 41 женщина), безработных было 13 (6 мужчин и 7 женщин). Среди 51 неактивных 6 человек были учениками или студентами, 14 — пенсионерами, 31 были неактивными по другим причинам.

## Фотогалерея
- Церковь Св. Варфоломея
- Мэрия
- Карта коммуны